# Lakewood (Tennessee)
Pour les articles homonymes, voir Lakewood.
Lakewood est un quartier de la ville américaine de Nashville, capitale du Tennessee. Selon le recensement de 2010, Lakewood compte 2 302 habitants et s'étend sur 1,01 milles carrés (2,62 km2).
La localité devient une municipalité en 1959 sous le nom de Dupontonia, car il s'agissait alors d'une ville-dortoir de l'usine Du Pont. En 1963, lorsque la ville de Nashville et le comté de Davidson (dans lequel Dupontonia se trouve) fusionnent, la localité est renommée Lakewood, en raison sa localisation sur le site d'une forêt au bord d'un lac. Lakewood reste une municipalité du Tennessee jusqu'en 2011, lorsque ses électeurs approuvent de justesse (11 voix) sa dissolution dans le gouvernement métropolitain de Nashville-Comté de Davidson.